# José Morales
Pour le joueur des années 2000 du même nom, voir José Morales.
José Manuel Hernandez Morales, né le 30 décembre 1944 à Frederiksted, dans les Îles Vierges américaines, est un ancien joueur de baseball américain ayant joué dans les Ligues majeures de 1973 à 1984.

## Carrière
José Morales obtient son premier contrat d'une équipe des majeures avec les Giants de San Francisco en 1963. Il passe 9 ans dans les ligues mineures avant de jouer, à 28 ans, un premier match dans les grandes ligues pour les Athletics d'Oakland en 1973. Son contrat est ensuite racheté par les Expos de Montréal, pour qui il s'aligne de la fin 1973 à 1977.
Receveur peu fiable défensivement, commettant nombre d'erreurs, il se spécialisera dans le rôle de frappeur suppléant, puis plus tard dans la Ligue américaine comme frappeur désigné. Il n'apparaît en réalité que dans 104 des 733 parties qu'il a joué dans les Ligues majeures et n'a jamais excédé 242 présences au bâton en une même saison. Éventuellement, il jouera dans plus de matchs au premier but (67) que derrière le marbre (30), sa position d'origine, et compte 265 parties dans le rôle de frappeur désigné.
En 1975, Morales présente pour les Expos une moyenne au bâton de 301 en 158 apparitions officielles au bâton. En 1976, il affiche sa meilleure moyenne (,316) en carrière et établit le record de 25 coups sûrs comme frappeur suppléant en une saison. Cette marque sera battue par les 28 coups sûrs de John Vander Wal des Rockies du Colorado en 1995. Ses 82 apparitions au bâton et 78 présences officielles dans le rôle de frappeur suppléant constituent des records des majeures, qui seront tous deux battus en 2001 par Lenny Harris (95 passages au bâton, 83 présences officielles).
Morales passe trois ans (1978-1980) et affiche une moyenne supérieure à ,300 à deux reprises pour les Twins du Minnesota. Il s'aligne ensuite pour les Orioles de Baltimore (1981-1982) et les Dodgers de Los Angeles (1982-1984). En 733 matchs dans les majeures, il compte 1305 présences officielles au bâton et 375 coups sûrs, pour une moyenne de ,287. Ses 123 coups sûrs comme frappeur suppléant le placent (après la saison de baseball 2009) au 8e rang de l'histoire des majeures dans cette catégorie. Il a cogné 26 coups de circuit, marqué 126 points et totalise 207 points produits.